# Marian Kallas

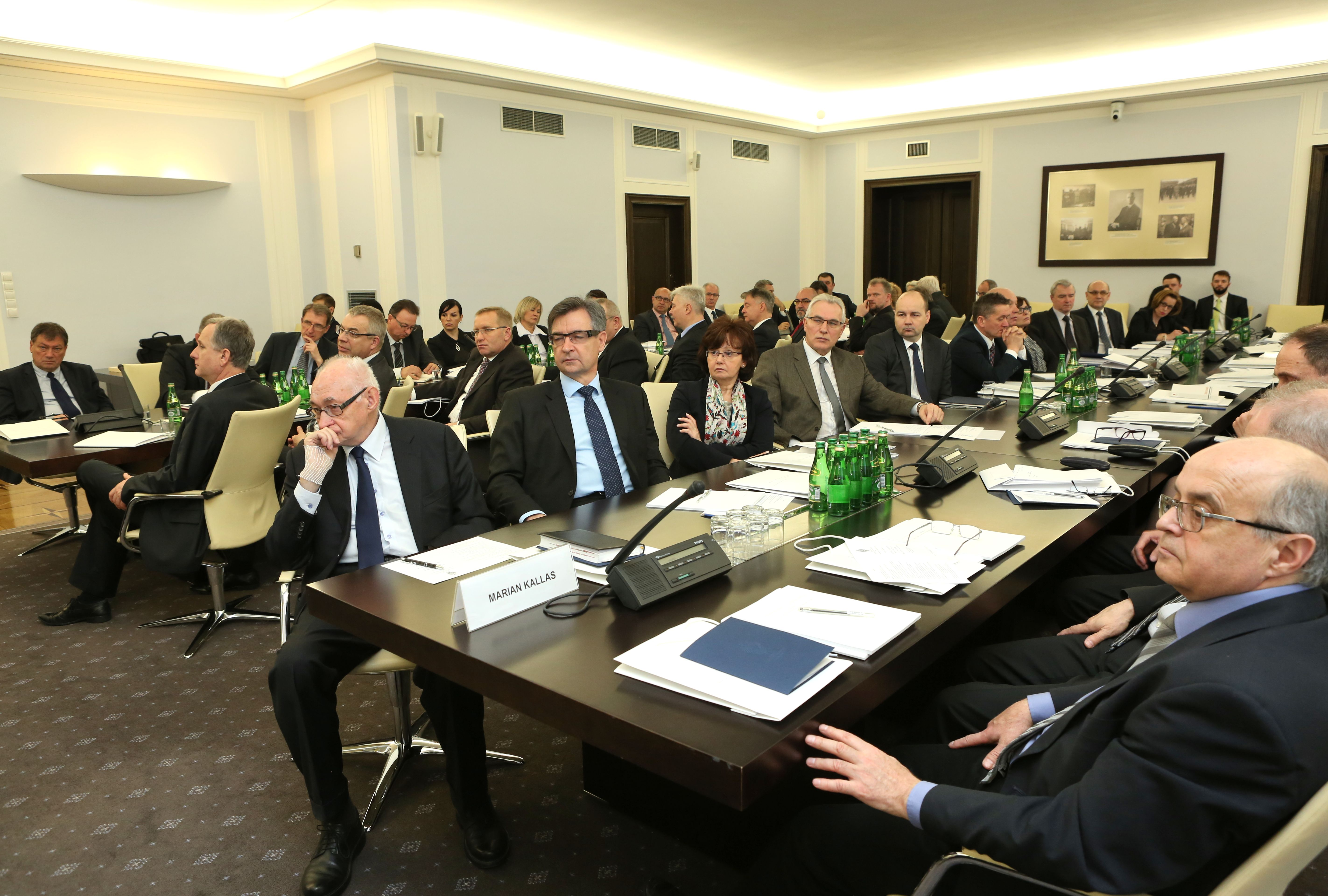
Marian Kallas w czasie konferencji Model i miejsce prokuratury w systemie organów państwa w Senacie (2014)

Marian Ksawery Kallas (ur. 3 grudnia 1938 w Kościerzynie, zm. 6 czerwca 2020) – polski historyk specjalizujący się w historii administracji oraz historii państwa i prawa polskiego, profesor nauk prawnych.

## Życiorys
W 1955 ukończył Liceum Ogólnokształcące TPD w Starogardzie Gdańskim i podjął studia historyczne na Wydziale Humanistycznym Uniwersytetu Mikołaja Kopernika w Toruniu. Ukończył je w 1960, broniąc pracy magisterskiej napisanej pod kierunkiem Witolda Łukaszewicza.
Po studiach pracował jako nauczyciel w Wyższej Szkole Oficerskiej Wojsk Rakietowych i Artylerii (1960–1961) oraz w I Liceum Ogólnokształcącym im. Jana Kasprowicza w Inowrocławiu (1961–1962).
W 1962 został zatrudniony jako asystent na Wydziale Prawa Uniwersytetu Mikołaja Kopernika w Toruniu. W 1968 uzyskał na tej uczelni stopień naukowy doktora na podstawie rozprawy pt. Konstytucja Księstwa Warszawskiego z 22 VII 1807 r., jej powstanie, systematyka i główne instytucje w związku z praktyką i ustawodawstwem szczegółowym, a jej promotorem Wojciech Hejnosz. W 1975 uzyskał stopień doktora habilitowanego na podstawie dorobku i rozprawy pt. Organy administracji terytorialnej w Księstwie Warszawskim, przedstawionej na Uniwersytecie im. Adama Mickiewicza w Poznaniu. W 1992 otrzymał tytuł profesora nauk prawnych.
Na UMK pracował do 2004, od 1997 na stanowisku profesora zwyczajnego. W latach 1978–1990 kierował Zespołem Konstytucjonalizmu Polskiego XVIII–XX wieku. W latach 1995–1998 był kierownikiem Katedry Historii Państwa i Prawa Polskiego.
Od 1998 pracował także na Akademii Teologii Katolickiej, gdzie kierował Katedrą Historii Prawa na Wydziale Prawa Kanonicznego UKSW. Został również kierownikiem Katedry Historii Ustroju i Prawa na wydziale Prawa, Administracji i Integracji Europejskiej Wyższej Szkoły Menadżerskiej w Warszawie, a także dziekanem Wydziału Prawa i Administracji Wyższej Szkoły Finansów i Zarządzania w Warszawie. Związany również z Wyższą Szkołą Ekonomii, Prawa i Nauk Medycznych im. prof. Edwarda Lipińskiego w Kielcach. Był wykładowcą Wyższej Szkoły Menedżerskiej w Warszawie. Współpracował też z Wyższą Szkołą Handlu i Prawa im. Ryszarda Łazarskiego w Warszawie i Wyższą Szkołą Humanistyczno-Ekonomiczną we Włocławku
W latach 1989–1991 był ekspertem Komisji Konstytucyjnej Senatu RP.
Zainteresowania i tematyka jego badań obejmowała dzieje polskiego konstytucjonalizmu, parlamentaryzmu i administracji. Specjalizuje się w historii ustroju Polski od schyłku XVIII wieku do współczesności. Jest autorem blisko 200 publikacji naukowych.
W 2000 został odznaczony Krzyżem Kawalerskim Orderu Odrodzenia Polski, a w 2014 Krzyżem Oficerskim tego orderu. W 2015 otrzymał Krzyż Wolności i Solidarności.
Był sekretarzem generalnym Towarzystwa Naukowego w Toruniu, a także członkiem komitetu poparcia Bronisława Komorowskiego przed wyborami prezydenckimi w 2010 i w 2015.

## Wybrane publikacje
- Józefa Kalasantego Szaniawskiego nieznany projekt konstytucji dla Wielkiego Księstwa Poznańskiego (1815 r.) (Toruń 1970)
- Konstytucja Księstwa Warszawskiego: jej powstanie, systematyka i główne instrukcje w związku z normami szczegółowymi i praktyką (Toruń 1970)
- Organy administracji terytorialnej w Księstwie Warszawskim (Toruń 1975)
- Sejmy na Zamku w czasach Księstwa Warszawskiego (Warszawa 1987, ISBN 83-7022-003-7)
- Konstytucje Polski: studia monograficzne z dziejów polskiego konstytucjonalizmu (Warszawa 1990, redakcja pracy zbiorowej, ISBN 83-01-08350-6)
- Projekty konstytucyjne 1989–1991 (Warszawa 1992, oprac., ISBN 83-7059-016-0)
- Mała Konstytucja z 1992 r. (Warszawa 1993, ISBN 83-7059-068-3)
- Kościerzyna: zarys dziejów miasta do 1939 roku (Toruń 1994, redakcja pracy zbiorowej, ISBN 83-901623-3-4)
- Protokoły Rady Stanu Księstwa Warszawskiego (Warszawa 1995, 1996, t. III, cz. 1–2, wspólnie z Tadeuszem Menclem, ISBN 83-7059-164-7)
- Konstytucja Rzeczypospolitej Polskiej (Warszawa 1997, ISBN 83-86702-91-5)
- Kościół i Sejm Polski (Warszawa 1999, wspólnie z Jerzym Gutkowskim, ISBN 83-7059-442-5)
- Historia ustroju i prawa Polski Ludowej (Warszawa 2000, wspólnie z Adamem Lityńskim, ISBN 83-87558-86-9)
- Historia ustroju Polski (Warszawa 2005, ISBN 83-01-14501-3)